# Fondo dei diamanti

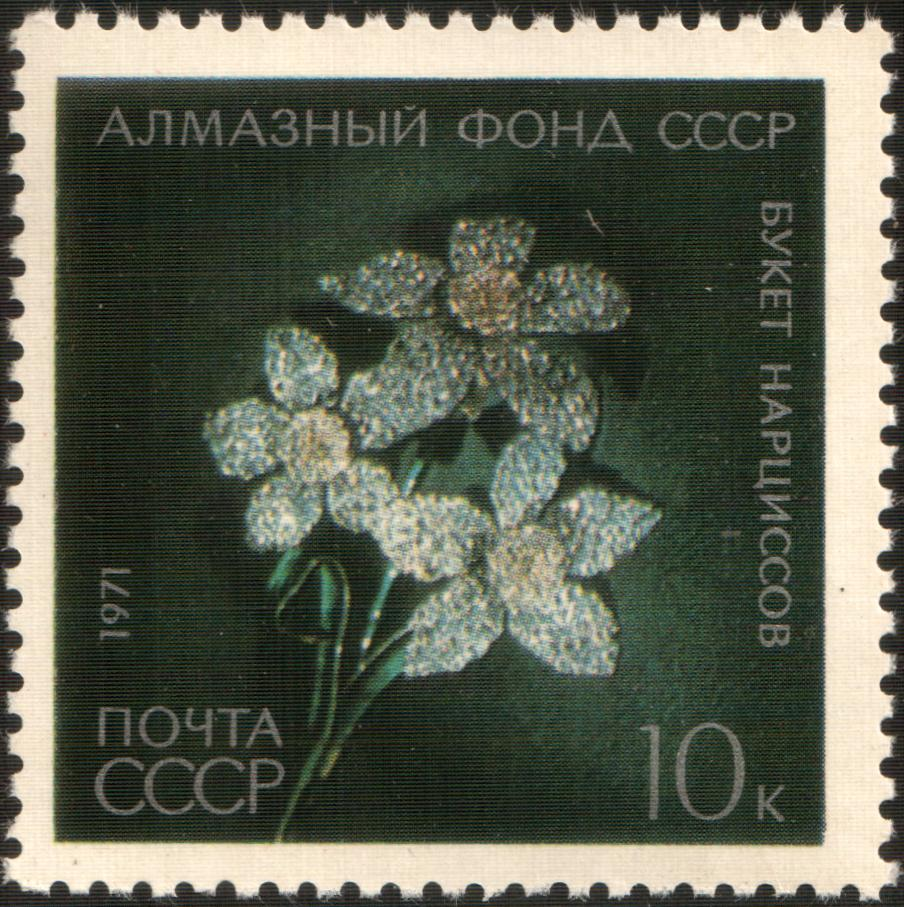
Il Daffodil Bouquet, XVIII secolo, esposto nel fondo dei diamanti (francobollo russo del 1971)

Il fondo dei diamanti (in russo Алмазный фонд?) è una collezione unica di gemme, gioielli e pietre naturali conservata ed esposta nel Cremlino di Mosca, in Russia. Il fondo risale al tesoro della corona russa istituito dall'imperatore Pietro I di Russia nel 1719.

## Storia

### Tesoro imperiale
La collezione di gemme, costituita nel 1719, venne in seguito conservata nella camera dei diamanti (in russo Бриллиантовая комната?) del Palazzo d'Inverno; tutti i successori di Pietro il Grande aggiunsero dei nuovi pezzi alla camera. Uno studio del 1922 di Aleksandr Evgen'evič Fersman identificò che l'85% dei preziosi fosse stato raccolto tra il 1719 ed il 1855 (da Pietro I fino a Nicola I), mentre solo il restante 15% dagli ultimi tre imperatori (Alessandro II, Alessandro III e Nicola II).

### Unione Sovietica
La conservazione, la vendita e il saccheggio del tesoro imperiale dopo la rivoluzione russa del 1917 sono ancora fatti controversi, oggetto di numerose speculazioni. Durante la prima guerra mondiale, la collezione venne trasferita da San Pietroburgo a Mosca. Il Fondo dei Diamanti Sovietico venne fondato ufficialmente nel 1922; il tesoro venne poi esposto al pubblico per la prima volta nel novembre 1967, inizialmente come una mostra temporanea, ma poi, dal 1968, come mostra permanente.

### Federazione Russa
Lo Stato detiene il monopolio per l'estrazione e la distribuzione delle pietre preziose, così come stabilito dalla legge del 1998 Su metalli preziosi e pietre preziose mentre le operazioni sul fondo dei diamanti sono regolate dal decreto presidenziale del 1999. Il fondo dei diamanti è attualmente parte di un più ampio Fondo Statale di Pietre Preziose, gestito dal ministero delle finanze, che accumula gli oggetti più valevoli, in particolare:
- tutti i diamanti grezzi superiori ai 50 carati;
- tutti i diamanti tagliati superiori ai 20 carati ed i diamanti tagliati di eccezionale qualità superiori ai 6 carati;
- tutti gli smeraldi, rubini e zaffiri grezzi superiori ai 30 carati, o tagliati superiori ai 20 carati;
- pepite, ambre, perle e gioielli unici nel loro genere.

L'esposizione pubblica al Cremlino di Mosca è quindi solo una piccola frazione dell'intera collezione, di cui il ministero delle finanze detiene anche i diritti di proprietà intellettuale sulle immagini.

#### Aggiunte recenti
Di recente sono stati aggiunti al fondo i seguenti esemplari:
- 2006: Il Creatore (in russo Творец?), estratto in Jakuzia nel 2004; è il terzo diamante grezzo del fondo per dimensioni, con un peso di 298,48 carati (59,696 grammi);[3]
- 2003: una pepita d'oro del peso di 33 kilogrammi;
- 1989: Aleksandr Pushkin; è il secondo diamante grezzo per grandezza (320,65 carati equivalenti a 64,130 grammi);
- 1980: XXVI Congresso del PCUS; è il maggiore diamante grezzo (342,50 carati equivalenti a 68,500 grammi).

## Pezzi più importanti

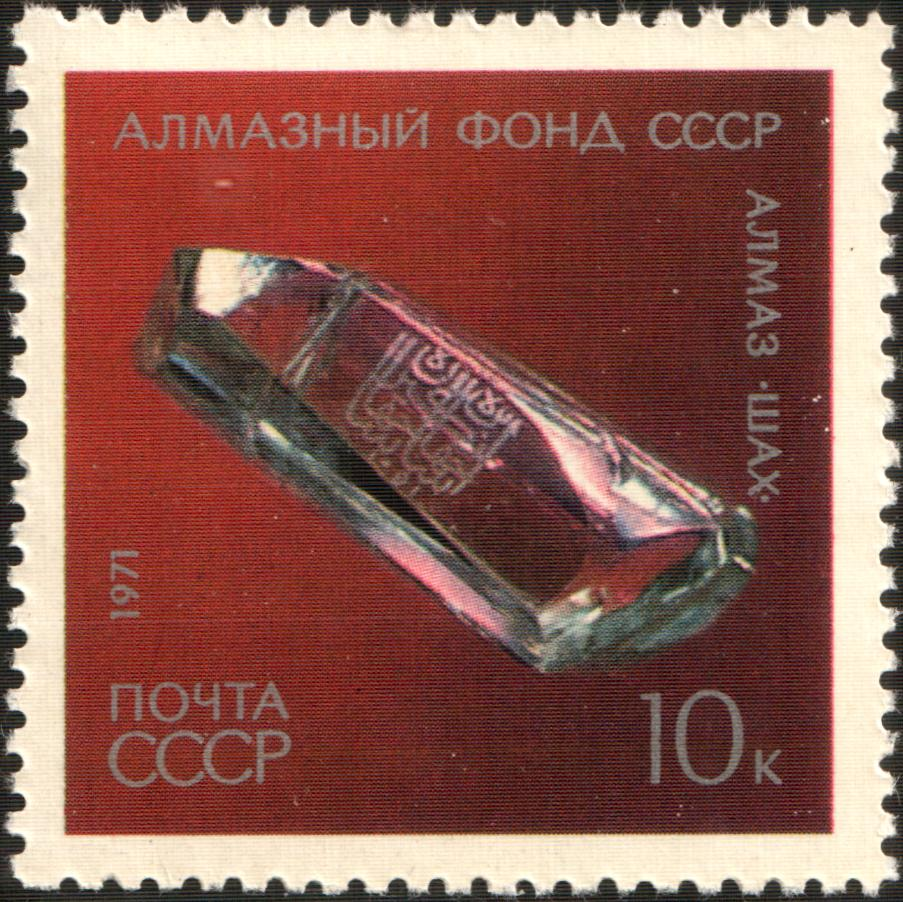
Il diamante Shah, esposto nel fondo dei diamanti (francobollo russo del 1971)

Il fondo dei diamanti, tra i molti pezzi della collezione, ne possiede alcuni di particolare rilevanza; ne sono un esempio le sette pietre storiche:
- diamante Orlov (189,62 carati);[4]
- diamante Shah (88,7 carati); la prima testimonianza della sua esistenza è del 1591 e venne poi donato dallo Scià di Persia nel 1829 allo zar Nicola I;
- diamante Flat portrait (25 carati);
- spinello rosso (398,72 carati); incastonato nella corona imperiale di Russia e acquistato in Cina nel 1676;
- zaffiro (260,37 carati);[5]
- smeraldo colombiano (136,25 carati);
- olivina (192,6 carati).

Il fondo conserva inoltre le corone di Russia, tra cui il manufatto di maggior valore è la grande corona imperiale costruita per Caterina la Grande nel 1762.
Tra i gioielli più importanti sono da notare:
- il Daffodil Bouquet;[6]
- il Blue Fountain.[7]

Per quanto riguarda le pepite d'oro, le più preziose sono le seguenti:
- Il Grande Triangolo (36,2 kg), estratto nel 1842 a Miass;
- Il Cammello (9,28 kg);
- Mephisto (20,25 g), estratto nel 1944 nella Kolyma.

## Accesso al pubblico
Il fondo dei diamanti è esposto nell'edificio dell'armeria del Cremlino di Mosca; può essere visitato solo attraverso visite guidate, in lingua russa, di durata prefissata, organizzate giornalmente con orario dalle 10:00 alle 14:00 e dalle 15:00 alle 17:00 ad intervalli di venti minuti tra l'una e l'altra. I biglietti sono venduti nella sala d'ingresso, preferibilmente dietro prenotazione.